# Roger van Hamburg
Roger Hendrik van Hamburg, född 5 april 1954, är en nederländsk före detta simmare. 

## Karriär
Som 15-åring tog van Hamburg guld på både 400 och 1 500 meter frisim samt brons på 100 meter frisim vid junior-EM 1969 i Wien.
Vid olympiska sommarspelen 1972 i München tävlade van Hamburg i tre grenar. Han utslagen i försöksheatet på 400 meter medley samt var en del av Nederländernas kapplag som blev utslagna i försöksheaten på både 4×100 meter frisim och 4×200 meter frisim.

## Privatliv
van Hamburg är gift med den australiska olympiska simmaren Diana Rickard. Deras dotter är gift med den australiska olympiska simmaren Adam Pine.